# Georg II. Albrecht
Georg II. Albrecht (* vor 1556; † 2. Februar 1560) war von 1556 bis zu seinem Tod Abt des Benediktinerklosters Sankt Mang in Füssen.

## Leben und Werk
Entgegen dem üblichen Brauch, den Abt durch die Mönchsgemeinschaft zu wählen, wurde Georg Albrecht vom Fürstbischof von Augsburg, Kardinal Otto Truchseß von Waldburg, 1556 zum Abt ernannt. Der Grund lag darin, dass Abt Simpert und einige seiner unmittelbaren Vorgänger im Gotteshaus übel gehaust, viel verkauft und viel Schulden gemacht hatten, wie ein späterer Chronist, Abt Heinrich Ammann, anmerkt. Georg Albrecht war kein Konventuale des Klosters Sankt Mang, sondern Priester und Mönch im Benediktinerstift Ottobeuren.
Um eine Konsolidierung der desolaten Finanzlage des Klosters zu erreichen, suchte der neue Abt diese durch großflächige Verkäufe von Grundeigentum in den Griff zu bekommen. Zwar brachten diese Verkäufe Bargeld ein, schwächten jedoch empfindlich die Wirtschaftskraft der Abtei. Hierauf verlangte Kardinal Otto eine Aufstellung der Verkäufe, deren wertmäßige Beurteilung und verbot weitere Verkäufe ohne obrigkeitliche Genehmigung. Zugleich setzte er 1556 eine Visitation des Klosters ein, um den Zustand der Abtei festzustellen und Maßnahmen gegen die Missstände vorzuschreiben. Es folgte eine wirtschaftspolitische Kehrtwende. Mit Unterstützung des Fürstbischofs sollten auf dem Reichstag Sondersteuern genehmigt werden, und ausstehende Abgaben der Untertanen wurden eingetrieben. Nach den vielen Verkäufen wurden nun wieder Ankäufe und auch Rückkäufe vorgenommen. So wurde etwa das Faulenbacher Badehaus zurückerworben.
Den Höhepunkt seiner Amtszeit erlebte Abt Georg Albrecht, als ihm und all seinen Nachfolgern von Kardinal Raynutius im Auftrag des Papstes Paul IV. das Recht auf Inful erteilt wurde. Dies bedeutete für den Abt eine offensichtliche Rangerhöhung und enormen Prestigegewinn. Nun durfte er bischöfliche Würdezeichen wie die Mitra und andere Pontifikalinsignien tragen. Dies erreichte er jedoch nur über den Einfluss, die Vermittlung und das Protegé des Handelsmanns und Barons David von Baumgartner.
Am 2. Februar 1560 starb Abt Georg Albrecht. Er hinterließ ein wirtschaftlich instabiles Kloster, dessen Verschuldung noch weiter angestiegen war. Doch seit seiner Regentschaftszeit stand dem Kloster ein infulierter Abt vor.